# Dorsale del Pacifico orientale

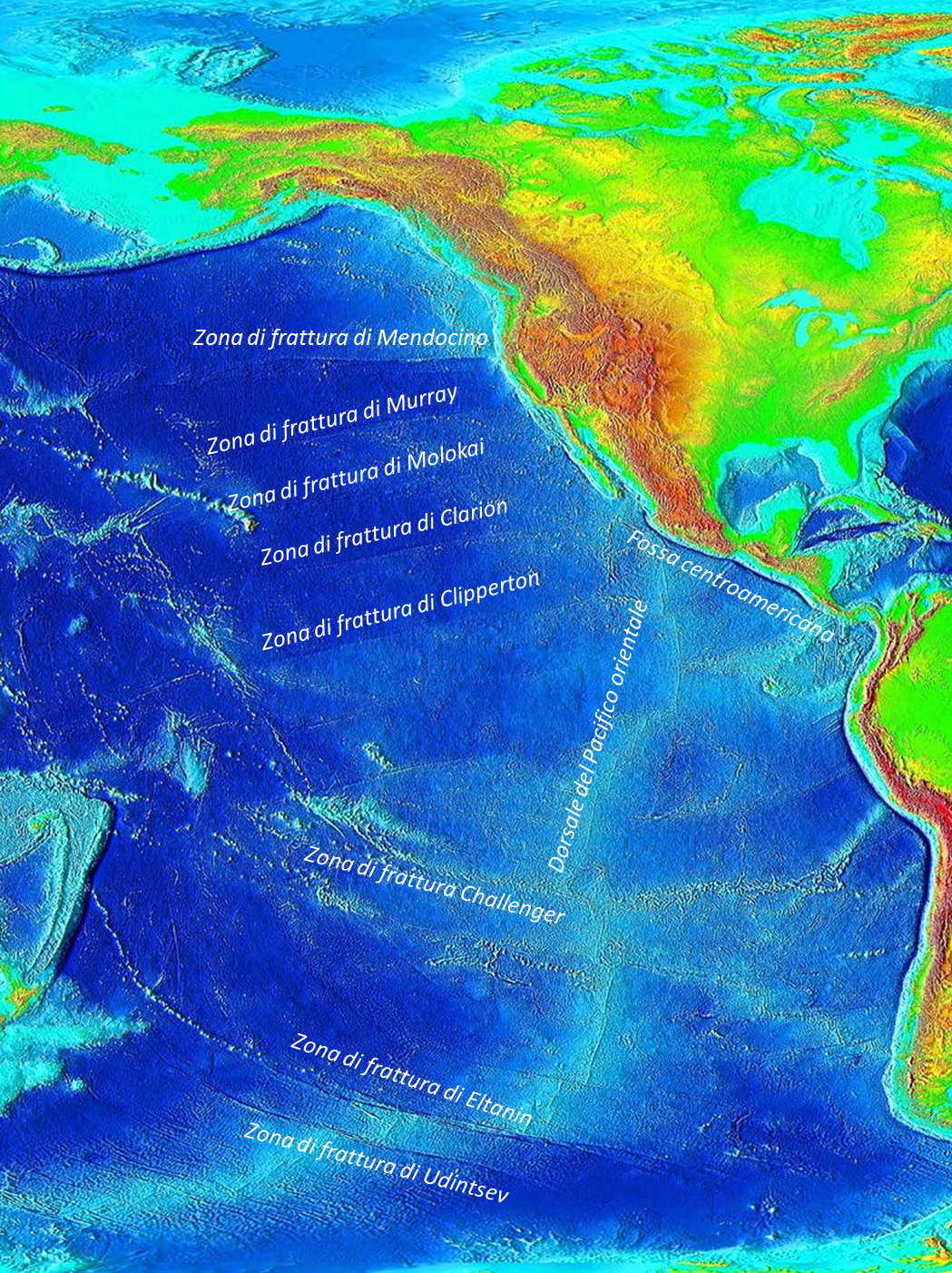
La dorsale del Pacifico orientale si dirige verso sud partendo dal Golfo della California

La dorsale del Pacifico orientale è una dorsale oceanica, un margine divergente di placche tettoniche situato sul fondale dell'Oceano Pacifico. La dorsale separa la placca pacifica ad ovest dalle placche, da nord a sud, nordamericana, di Rivera, delle Cocos, di Nazca e antartica. La formazione ha inizio a sud in un imprecisato punto vicino al limite settentrionale dell'Antartide e si estende fino all'estremità settentrionale del Golfo della California, nel lago Salton, nella California meridionale.

## Panoramica
La crosta oceanica si sta allontanando da entrambi i lati della dorsale del Pacifico orientale alla velocità di 7,5 cm/anno. Sul lato orientale della dorsale, la placca delle Cocos e la placca di Nazca si stanno muovendo verso est e stanno quindi scontrandosi con la placca nordamericana e la placca sudamericana che si stanno invece spostando verso ovest e sotto le quali vanno a soggiacere. I diretti risultati di questa collisione sono la cintura di vulcani lungo la cordigliera delle Ande e l'arco di vulcani presente nell'America Centrale e in Messico.
Spesso ci si riferisce alla porzione della dorsale situata ad est della penisola della Bassa California chiamandola zona di rift del Golfo di California. In questa area la crosta oceanica di nuova formazione si intreccia con la costa continentale ricca di fratture che si origina dalla placca nordamericana.
In prossimità dell'Isola di Pasqua, la dorsale del Pacifico orientale incontra la dorsale del Cile al confine con le microplacche dell'Isola di Pasqua e di Juan Fernández e procedendo ancora verso est subduce sotto la placca sudamericana in corrispondenza della fossa di Atacama, lungo la costa meridionale cilena.  L'estensione meridionale della dorsale del Pacifico orientale (chiamata dorsale Pacifico-Antartica) si unisce con la dorsale indiana sudorientale nella tripla giunzione di Macquarie, a sud della Nuova Zelanda.
Le particolari sorgenti idrotermali chiamate fumarole nere (in inglese black smokers) furono scoperte per la prima volta proprio lungo questa dorsale e qui, dato il loro interesse, ampiamente studiate. Questo particolare tipo di sorgente forma infatti grandi depositi vulcanogenici di solfuri metallici sul fondale oceanico. Il tratto meridionale della dorsale del Pacifico orientale è una delle sezioni a maggior crescita dell'interno sistema di dorsali della Terra.